# Diocesi di Dadibra
La diocesi di Dadibra (in latino Dioecesis Dadybrensis) è una sede soppressa del patriarcato di Costantinopoli e una sede titolare della Chiesa cattolica.

## Storia
Dadibra, forse identificabile con Kastamonu nell'odierna Turchia, è un'antica sede episcopale della provincia romana della Paflagonia nella diocesi civile del Ponto. Faceva parte del patriarcato di Costantinopoli ed era suffraganea dell'arcidiocesi di Gangra. La sede è documentata nelle Notitiae Episcopatuum del patriarcato fino al XII secolo.
Diversi sono i vescovi noti di questa antica sede episcopale. Policronio non prese parte al concilio di Calcedonia del 451, ma al suo posto sottoscrisse gli atti conciliari il metropolita Pietro di Gangra. Tra i vescovi della Paflagonia, menzionati nell'intestazione della lettera inviata nel 458 all'imperatore Leone dopo l'uccisione di Proterio di Alessandria, figura anche il vescovo Hypedius, termine che Le Quien interpreta come Hyperius, mentre Schwartz come Hyperechius; questo vescovo, la cui sede di appartenenza non è indicata, sottoscrisse la medesima lettera tramite Saturnillo di Amastri. Hypedius dovrebbe essere vescovo o di Dadibra o di Gionopoli, le uniche sedi della Paflagonia i cui vescovi non sottoscrissero esplicitamente la lettera all'imperatore Leone.
Foca prese parte al concilio di Costantinopoli del 680 e a quello in Trullo del 692. Niceta fu uno dei padri del secondo concilio di Nicea nel 787, mentre Cristoforo assistette al concilio di Costantinopoli dell'879-880 durante il quale venne riabilitato il patriarca Fozio. Un altro vescovo di nome Niceta sarebbe stato trasferito attorno all'885 all'arcidiocesi di Atene. Infine la sigillografia ha trasmesso i nomi dei vescovi Giovanni, vissuto fra X e XI secolo, e Nicola e Tommaso, vissuti nell'XI secolo.
Dal 1933 Dadibra è annoverata tra le sedi vescovili titolari della Chiesa cattolica; il titolo finora non è stato assegnato.

## Cronotassi dei vescovi
- Policronio † (menzionato nel 451)
- Hypedius (Iperio o Iperechio) ? † (menzionato nel 458)
- Foca † (prima del 680 - dopo il 692)
- Niceta I † (menzionato nel 787)
- Cristoforo † (menzionato nell'879)
- Niceta II ? † (? - circa 885 nominato arcivescovo di Atene)
- Giovanni  † (circa X-XI secolo)[8]
- Nicola † (circa XI secolo)[8]
- Tommaso † (circa XI secolo)[9]